# Guillermo Rubén Bongiorno
Guillermo Rubén Bongiorno (født 29. juli 1978) er en argentinsk professionel cykelrytter, som cykler for det professionelle cykelhold CSF Group-Navigare.